# Brian Posehn
Brian Edmund Posehn (Sacramento, 6 luglio 1966) è un attore, doppiatore, sceneggiatore e comico statunitense conosciuto principalmente per aver recitato e scritto vari sketch comici di numerose puntate del programma televisivo Mr. Show with Bob and David e per aver interpretato i personaggi di Brian Spukowski nella serie televisiva Sarah Silverman Show e di Bert Kibbler in The Big Bang Theory.

## Biografia
Brian Posehn nasce il 6 luglio 1966 a Sacramento in California, dove trascorre tutta l'infanzia. Nel 1984 si diploma alla Sonoma Valley High School di Sonoma e successivamente si laurea nella sezione di Sacramento dell'Università statale della California.

### Carriera
La carriera di Posehn inizia nel 1995, anno in cui recita in un episodio della serie televisiva Il cane di papà e collabora come scrittore di una puntata del talk show The Jon Stewart Show. Sempre nello stesso anno entra a far parte del cast del programma televisivo Mr. Show with Bob and David, nel quale recita in vari ruoli in un totale di ventuno puntate e scrive alcuni sketch che appaiono in ventitre delle trenta puntate prodotte fino al 1998. Grazie al suo lavoro come sceneggiatore di questo programma televisivo, nel 1998 e nel 1999 ottiene, assieme ad altri sceneggiatori, una nomination ai premi Emmy nella categoria "miglior sceneggiatura per un varietà".
Tra il 1995 e il 1998, oltre alla sua partecipazione al Mr. Show with Bob and David, recita anche in piccoli ruoli in singoli episodi di alcune serie televisive tra cui Friends, NewsRadio, L'atelier di Veronica e Seinfeld e nel film Prima o poi me lo sposo diretto da Frank Coraci, ed entra nel cast ricorrente della serie televisiva di breve durata The Army Show nel ruolo del soldato Eddie Mitterand, recitando in sei dei tredici episodi andati in onda. Nel 1999 viene inserito nel cast vocale principale della serie d'animazione Mission Hill nel ruolo di James "Jim" Kuback, che doppia fino al 2002 in tutti e tredici gli episodi prodotti. Dal 1999 al 2003 recita inoltre nel ruolo ricorrente di Kevin Liotta nella serie televisiva Just Shoot Me!.
Durante gli anni 2000 continua costantemente ad apparire in produzioni sia cinematografiche che televisive, lo si può infatti vedere, spesso in ruoli secondari, in alcuni film, tra cui The Independent (2000), Desperate But Not Serious (2000), Run Ronnie Run! (2002), Sorority Boys (2002), Scemo & più scemo - Iniziò così... (2003), Grind (2003), Eulogy (2004), La casa del diavolo (2005), Hotdog - Un cane chiamato Desiderio (2006), Smiley Face (2007), Undead or Alive - Mezzi vivi e mezzi morti (2007), I Fantastici 4 e Silver Surfer (2007), Dubitando di Thomas - Bugie e spie (2008) e Sex Movie in 4D (2008) e in episodi di serie televisive come Method & Red (2004), Reno 911! (2006-2007), Human Giant (2007-2008), Californication (2008) e Burning Hollywood (2009). Tra il 2007 e il 2010 è nel cast principale della serie televisiva Sarah Silverman Show nel ruolo di Brian Spukowski, un vicino di casa omosessuale di Sarah Silverman impegnato in una relazione con Steve Myron, interpretato da Steve Agee.
Terminata l'esperienza in The Sarah Silverman Program, l'attore continua a recitare sia al cinema che in televisione, apparendo nei film Lloyd the Conqueror (2011), The Five-Year Engagement (2012), Knights of Badassdom (2013) e, nel ruolo del protagonista, in Uncle Nick (2015), mentre in televisione recita in alcuni episodi di serie televisive tra cui Guys with Kids (2012), Anger Management (2013), Community (2014), New Girl (2014-2018), Lady Dynamite (2016), Will & Grace (2017), Mr. Student Body President (2017-2018) e Deadly Class (2019). Nel 2013 ottiene uno dei ruoli per cui è maggiormente conosciuto dal grande pubblico, entra infatti a far parte del cast di The Big Bang Theory nel ruolo ricorrente del geologo Bert Kibbler, che interpreta fino al 2019 per un totale di quindici episodi, apparendo anche nell'ultimo episodio della serie.
Durante la sua carriera Posehn ha anche partecipato come doppiatore ad alcune produzioni, tra cui i film Koda, fratello orso (2003), Surf's Up - I re delle onde (2007), The Haunted World of El Superbeasto (2009), Scooby-Doo Abracadabradoo (2010), Hell and Back (2015) e Capitan Mutanda - Il film (2017) e le serie d'animazione Clerks (2001), 3-South (2002-2003) in cui doppia Del Swanson, uno dei personaggi protagonisti, Kim Possible (2002-2007), Tom Goes to the Mayor (2005-2006), American Dad! (2005), Jimmy fuori di testa (2007-2008), Transformers Animated (2008), Adventure Time (2010), I pinguini di Madagascar (2010), Sym-Bionic Titan (2010-2011) in cui doppia Octus, uno dei personaggi protagonisti, Bob's Burgers (2011), Uncle Grandpa (2014-2016), Steven Universe (2014-2020), Marco e Star contro le forze del male (2015), Billy Dilley's Super-Duper Subterranean Summer (2017), I Simpson (2017), Ginger Snaps (2017), Mighty Magiswords (2017) e Le avventure del gatto con gli stivali (2017).
Come sceneggiatore, oltre a quelli già citati, ha partecipato alla scrittura di alcuni programmi e fiction televisive, tra cui The Man Show (2003-2004), Human Giant (2007-2008), Shutterbugs (2007-2010), Metalocalypse (2009-2012), Nick Swardson's Pretend Time (2010-2011), Anger Management (2012) e W/ Bob & David (2015) ed ha collaborato assieme a David Cross, Bob Odenkirk, Scott Aukerman e B. J. Porter alla scrittura del film del 2002 Run Ronnie Run!. Nel 2006 ha pubblicato per Image Comics un romanzo grafico dal titolo The Last Christmas e tra il 2012 e il 2015 ha inoltre scritto assieme a Gerry Duggan i quarantacinque volumi della serie a fumetti dedicata a Deadpool come parte dell'evento Marvel NOW!.

#### Comico
La prima esperienza di Posehn come comico avvenne nel 1987, anno in cui salì sul palco dell'American River College di Sacramento, vincendo una competizione comica e durante gli anni '90 ha lavorato come comico a San Francisco. Nel 2002 è apparso il Comedy Central Presents a cui è seguita nel 2005 l'uscita del documentario live The Comedians of Comedy, uno speciale che racconta il tour in piccoli locali che intraprese durante il 2004 assieme a Patton Oswalt, Maria Bamford e Zach Galifianakis, da cui venne tratta anche una omonima serie.
Nel 2006 ha pubblicato il suo primo disco dal titolo Live In: Nerd Rage, che raccoglie alcune delle sue performance di stand-up comedy. A questo sono seguiti altri dischi: Fart and Wiener Jokes nel 2010, The Fartist nel 2013, Criminally Posehn nel 2016 e 25x2 nel 2017.

### Vita privata
È sposato dal 2004 con la produttrice televisiva Melanie Truhett da cui ha avuto un figlio.

## Filmografia

### Cinema
- Prima o poi me lo sposo (1998)
- The Independent (2000)
- Desperate But Not Serious (2000)
- Run Ronnie Run! (2002)
- Sorority Boys (2002)
- Scemo & più scemo - Iniziò così... (2003)
- Grind (2003)
- Koda, fratello orso (2003) - voce
- Eulogy (2004)
- La casa del diavolo (2005)
- Hotdog - Un cane chiamato Desiderio (2006)
- Smiley Face (2007)
- Undead or Alive - Mezzi vivi e mezzi morti (2007)
- Surf's Up - I re delle onde (2007) - voce
- I Fantastici Quattro e Silver Surfer (2007)
- Dubitando di Thomas - Bugie e spie (2008)
- Sex Movie in 4D (2008)
- The Haunted World of El Superbeasto (2009) - voce
- Scooby-Doo Abracadabradoo (2010) - voce
- Lloyd the Conqueror (2011)
- The Five-Year Engagement (2012)
- Knights of Badassdom (2013)
- Hell and Back (2015) – voce
- Uncle Nick (2015)
- Capitan Mutanda - Il film (2017) - voce

### Televisione
- Friends - serie TV, 1 episodio (1996)
- NewsRadio - serie TV, 2 episodi (1997-1998)
- L'atelier di Veronica - serie TV, 1 episodio (1998)
- Seinfeld - serie TV, 1 episodio 9x16 (1998)
- Mr. Show with Bob and David - serie TV, 21 episodi (1995-1998)
- The Army Show - serie TV, 6 episodi (1998)
- Becker - serie TV, episodio 17x03 (2001)
- Clerks - serie TV, 3 episodi (2001) - voce
- Mission Hill - serie TV, 13 episodi (1999-2002) - voce
- Just Shoot Me! - serie TV, 29 episodi (1999-2003)
- 3-South - serie TV, 14 episodi (2002-2003)
- Method & Red - serie TV, 2 episodi (2004)
- American Dad! - serie TV, 1 episodio (2005) - voce
- Tom Goes to the Mayor - serie TV, 4 episodi (2005-2006) - voce
- Reno 911! - serie TV, 3 episodi (2006-2007)
- Kim Possible - serie TV, 5 episodi (2002-2007) - voce
- Human Giant - serie TV, 5 episodi (2007-2008)
- Jimmy fuori di testa - serie TV, 14 episodi (2007-2008) - voce
- Transformers Animated - serie TV, 2 episodi (2008)
- Californication - serie TV, 1 episodio (2008)
- Burning Hollywood - serie TV, 1 episodio (2009)
- Sarah Silverman Show - serie TV, 32 episodi (2007-2010)
- Adventure Time - serie TV, 1 episodio (2010) - voce
- I pinguini di Madagascar - serie TV, 1 episodio (2010) - voce
- Bob's Burgers - serie TV, 1 episodio (2011) - voce
- Sym-Bionic Titan - serie TV, 18 episodi (2010-2011) - voce
- Guys with Kids - serie TV, 3 episodi (2012)
- Anger Management - serie TV, 1 episodio (2013)
- Community - serie TV, 1 episodio (2014)
- Marco e Star contro le forze del male - serie TV, 2 episodi (2015) - voce
- Lady Dynamite - serie TV, 1 episodio (2016)
- Uncle Grandpa - serie TV, 3 episodi (2014-2016) - voce
- I Simpson - serie TV, 1 episodio (2017) - voce
- Billy Dilley's Super-Duper Subterranean Summer - serie TV, 5 episodi (2017) - voce
- Ginger Snaps - serie TV, 10 episodi (2017) - voce
- Mighty Magiswords - serie TV, 1 episodio (2017) - voce
- Le avventure del gatto con gli stivali - serie TV, 1 episodio (2017) - voce
- Will & Grace - serie TV, 1 episodio (2017)
- New Girl - serie TV, 6 episodi (2014-2018)
- Mr. Student Body President - serie TV, 5 episodi (2017-2018)
- Deadly Class - serie TV, 5 episodi (2019)
- The Big Bang Theory - serie TV, 15 episodi (2013-2019)
- Steven Universe - serie TV, 11 episodi (2014-2020) - voce

## Doppiatori italiani
Nelle versioni in italiano delle opere in cui ha recitato, Brian Posehn è stato doppiato da:
- Claudio Fattoretto in Scemo & più scemo - Iniziò così...
- Sergio Lucchetti in La casa del diavolo
- Mino Caprio in Sarah Silverman Show
- Pierluigi Astore in The Five-Year Engagement
- Raffaele Palmieri in The Big Bang Theory (ep. 6x18)
- Pasquale Anselmo in The Big Bang Theory
- Paolo Sesana in Community
- Mauro Magliozzi in New Girl
- Ambrogio Colombo in Will & Grace
- Dario Oppido in Deadly Class

Da doppiatore è sostituito da:
- Gianfranco Miranda in Surf's Up - I re delle onde
- Fabrizio Mazzotta in Kim Possible (s. 1)
- Luigi  Ferraro in Kim Possible
- Mario Brusa in Jimmy fuori di testa
- Gabriele Lopez in Sym-Bionic Titan
- Giuliano Santi in Scooby-Doo Abracadabradoo
- Roberto Benfenati in Hell and Back
- Emiliano Ragno in Mighty Magiswords
- Massimo Triggiani in Steven Universe